# Ronde van de Lunigiana
De Giro della Lunigiana is een meerdaagse wielerwedstrijd voor junioren die plaatsvindt in Italië in de maand september. De koers werd voor het eerst georganiseerd in 1975. De Italiaan Corrado Donadio won de eerste editie.
De koers kende veel grote winnaars. Franco Chioccioli, Gilberto Simoni, Danilo Di Luca, Damiano Cunego, Vincenzo Nibali en Tadej Pogačar wonnen later nog de Ronde van Italië.

## Overwinningen per land
| Overwinningen | Land                                                                   |
| ------------- | ---------------------------------------------------------------------- |
| 25            | Italië                                                                 |
| 5             | Sovjet-Unie                                                            |
| 3             | Frankrijk, Rusland                                                     |
| 2             | Denemarken, Nederland, Slovenië                                        |
| 1             | Australië, België, Kazachstan, Oekraïne, Portugal, Verenigd Koninkrijk |